# Edmund Hansen (cykelrytter)
 For alternative betydninger, se Edmund Hansen. (Se også artikler, som begynder med Edmund Hansen)
Edmund Carl Marius Møller Hansen (født 9. september 1900 i Odense, død 26. maj 1995 i København) var en dansk cykelrytter som deltog i de olympiske lege 1924 i Paris.
Hansen vandt en olympisk sølvmedalje i banecykling under OL 1924 i Paris. Sammen med Willy Falck Hansen kom han på andenpladsen i 2 km tandem efter Lucien Choury / Jean Cugnot.

## OL-medaljer
- 1924  Paris -  Sølv i cykling, tandem  Danmark